# Tångasjön, Småland
Tångasjön är en sjö i Alvesta kommun och Växjö kommun i Småland och ingår i Mörrumsåns huvudavrinningsområde. Sjön har en area på 0,312 kvadratkilometer och ligger 167,9 meter över havet. Vid provfiske har abborre, gädda och mört fångats i sjön.

## Delavrinningsområde
Tångasjön ingår i det delavrinningsområde (629283-142869) som SMHI kallar för Rinner till 627546-143053. Medelhöjden är 159 meter över havet och ytan är 32,38 kvadratkilometer. Det finns inga avrinningsområden uppströms utan avrinningsområdet är högsta punkten. Avrinningsområdets utflöde Mörrumsån (Åbyån) mynnar i havet. Avrinningsområdet består mestadels av skog (45 %). Avrinningsområdet har 150,34 kvadratkilometer vattenytor vilket ger det en sjöprocent på 30,8 %.